# Der Tempel der Tadūra
Der Tempel der Tadūra ist ein arabisches Märchen.

## Handlung
In Ägypten lebte einst eine große Zauberin namens Tadūra, die von der neuen Königin Dalūka den Auftrag erhielt etwas herzustellen, das dem geschwächten Land, gegenüber benachbarten Königen, Sicherheit verschafft. Also errichtete Tadūra in Memphis einen steinernen Tempel mit Bildern von Pferden, Maultieren, Eseln, Schiffen sowie Männern und verkündete, dass das Land nun sicher vor Angreifern ist, da, wenn diese kommen würden, sich die Bilder bewegen würden und was immer diesen dann auch angetan werde, auch mit den Feinden geschieht.
Als die Könige der benachbarten Reiche dann erfuhren, dass in Ägypten eine Frau an die Macht gelangt war, gelüstete es ihnen nach Dalūkas Volk. Jedoch verrieten die sich bewegenden Bilder des Tempels ihr Nahen und so begannen die Ägypter damit den Pferdebildern die Köpfe oder die Unterschenkel abzuhacken, die Augen auszustechen oder gar ganze Leiber zu spalten und taten ähnliches an den Bildern der Schiffe und Fußsoldaten, sodass das feindliche Heer besiegt wurde.
Seitdem waren die Menschen auf der Hut vor den Ägyptern, da sie die mächtigsten Zauberer besaßen und durch den Tempel blieb das Land etwa vierhundert Jahre lang unangetastet. Dieser jedoch zerfiel mit der Zeit, da nur die Zauberin sowie ihre Nachkommen ihn instand setzen konnten, die aber ausstarben. Als König Lukās, der Sohn des Marīnūs, dann über das Land herrschte, wurde ein Teil des Tempels zerstört, sodass dessen Macht verloren ging, die den Ägyptern die Weltherrschaft gesichert hatte und von da an unterschieden sie sich nur noch in ihrer größeren Anzahl und ihrem großen Reichtum von den anderen Völkern.

## Hintergrund
Das Märchen stammt aus Maqrīzīs Werk al-Mawāʿiz wa-l-iʿtibār bi-dhikr al-chitat wa-l-āthār (Edition: Kairo ca. 1906, I 61 f.) und erhielt im Deutschen, in Max Weisweilers Die Märchen der Weltliteratur – Arabische Märchen (Band 2, Düsseldorf / Köln 1966), den Titel Der Tempel der Tadūra. Ebenfalls auffindbar ist es in Ibn ʿAbd al-Hakams K. Futūh Misr wa-achbārihā (Ed. Ch. C. Torrey. Leiden 1922 (1920), 27 f.), bei Masʿūdī (II, 399 f.) und in Nuwairīs Nihāyat al-arab fī funūn al-adab (XV 138 f.).